# Der Fehltritt (1961)
Der Fehltritt ist ein US-amerikanischer Spielfilm aus dem Jahr 1961.

## Handlung
Der Film spielt in Neuseeland. Anna Vorontosov ist eine Lehrerin, die mit neuen Lehrmethoden die Herzen ihrer Schüler gewonnen hat. Auch der Schulinspektor Abercrombie ist vernarrt in die junge Lehrerin. Anna ist jedoch eher abweisend, wenn es um Annäherungsversuche von Männern geht. Sie fürchtet sich vor Nähe und ihrer eigenen Sexualität. Auch der junge smarte Lehrer Paul Lathrope erfährt keine Reaktion auf seine Avancen, obwohl auch Anna den jungen Mann sehr anziehend findet. Eines Tages stellt sich heraus, dass die 15-jährige Schülerin Whareparita schwanger ist. Anna ist schockiert, aber muss verwundert feststellen, dass die Māori-Familie des Mädchens sehr natürlich mit der Schwangerschaft des Mädchens umgeht. Anna beginnt ihre eigenen Gefühle und ihr eigenes Leben zu überdenken. Kurz hintereinander stirbt dann das Baby von Whareparita bei der Geburt und der geliebte Paul Lathrope verunglückt mit seinem Motorrad tödlich. Der Tod Lathropes scheint Selbstmord gewesen zu sein. Kurz vor der Beerdigung erfährt Anna, dass Lathrope der Vater des Kindes von Whareparita gewesen ist. Anna gibt sich nun selbst die Schuld am Tod des jungen Mannes, da sie ihn vorher abgewiesen hatte. Ohne ihre Frigidität hätte Paul Lathrope noch leben können. Erst der einfühlsame und zärtliche Abercrombie kann sie davon überzeugen, dass nicht sie schuldig für das Handeln anderer Menschen ist. Jetzt erst kann sie sich auf eine Beziehung einlassen. Abercrombie lässt sich für sie von seiner Frau scheiden.

## Hintergrund
Der Film wurde in Kalifornien gedreht und auch die Māori-Darsteller sind keine Māori, sondern Mexikaner oder Einwohner anderer lateinamerikanischer Länder. Die Darstellerin der Whareparita ist eine kanadisch-japanische Schauspielerin. Der Film entstand nach dem Roman Spinster der neuseeländischen Schriftstellerin Sylvia Ashton-Warner.

## Kritik
„Volkskundlich interessant bebilderter, effektvoll inszenierter Filmroman.“

## Auszeichnungen
Der Film nahm am Wettbewerb der Internationalen Filmfestspiele von Berlin 1961 teil, ging bei der Preisvergabe allerdings leer aus.